# Sexschuss
Sexschuss é o oitavo single da banda alemã Heldmaschine, lançado em 17 de setembro de 2016. É o primeiro single do álbum "Himmelskörper". Contém uma versão feita pelo Lord of the Lost. 

## Videoclipe
O videoclipe foi lançado no dia 16 de setembro e satiriza com a indústria pornográfica e as tecnologias, ao mesmo tempo em que essas tecnologias são usadas por "viciados" em pornografia também retratam uma ilusão para o usuário. No vídeo, René, que protagoniza o viciado em pornografia desfruta tanto da tecnologia que acaba queimando os olhos com seu óculos de realidade virtual. Além disso a banda também utiliza os óculos com a ilusão de ter uma plateia vendo o show, mas no final eles veem que estão sozinhos.

## Faixas
| N.º            | Título                                 | Duração |  |
| 1.             | "Sexschuss"                            | 4:34    |  |
| 2.             | "Sexschuss" (Lord of the Lost Version) | 3:19    |  |
| Duração total: | Duração total:                         | 7:43    |  |